# Aarup
Aarup é um município da Dinamarca, localizado na região central, no condado de Fiónia.
O município tem uma área de 81 km² e uma  população de 5 420 habitantes, segundo o censo de 2004.